# Pyeongtaek (métro de Séoul)
Pyeongtaek (hangeul : 평택 ; hanja : 平澤) est une station de passage de la ligne 1 du métro de Séoul. Elle est située au 51 Pyeongtaek-ro, dans le quartier Seojeong-dong de la ville Pyeongtaek-si, dans la province Gyeonggi-do, au sud-ouest de la ville de Séoul en Corée du Sud.
La gare d'origine ouvre en 1905 et la station de métro en 2005. La station est desservie par les rames de services omnibus et express de la ligne 1. Elle est en correspondance directe avec la gare de Pyeongtaek qui utilise des quais et voies en parallèles avec les quais et voies du métro.

## Situation sur le réseau

Plan du réseau (2023)

Établie en surface, la station Pyeongtaek est une station de passage de la ligne 1 (branche Guro-Sinchang) du métro de Séoul, elle est située : entre la station Pyeongtaek Jije, en direction du terminus nord-est Yeoncheon, et la station Seonghwan, en direction du terminus sud-ouest Sinchang.

## Histoire

### Gare ferroviaire
La gare d'origine est mise en service en 1905 sur la ligne Gyeongbu. Détruite pendant la guerre de Corée elle est reconstruite à l'emplacement actuel. La gare partage une partie des installations avec la station du métro.

### Station de métro
La station de métro  Pyeongtaek est mise en service le 20 janvier 2005, lors du prolongement du réaménagement à deux voies électrifiées de la ligne Gyeongbu, de Byeongjeom à Cheonan, pour les services de la ligne 1 du métro de Séoul,.
Le projet de nouvelles installations, qui incluent la station du métro, la gare ferroviaire et un grand magasin, construits sous font privé, nécessite l'aménagement d'une station et une gare temporaire en avril 2006. L'important nouveau bâtiment est achevé le 24 avril 2009. Il facilite les correspondances entre le métro et les trains.

## Services aux voyageurs

### Accès et accueil
La station est établie au 51 Pyeongtaek-ro, dans le quartier Seojeong-dong. Elle partage le bâtiment avec la gare ferroviaire, accessible par deux bouches situées de part et d'autre des voies. La station utilise les quais centraux extérieurs 1-2 et 7-8.

### Desserte
Pyeongtaek : est desservie par les rames de services omnibus et express de la ligne 1. Les quais sont équipés de portes palières.

Installations en 2020
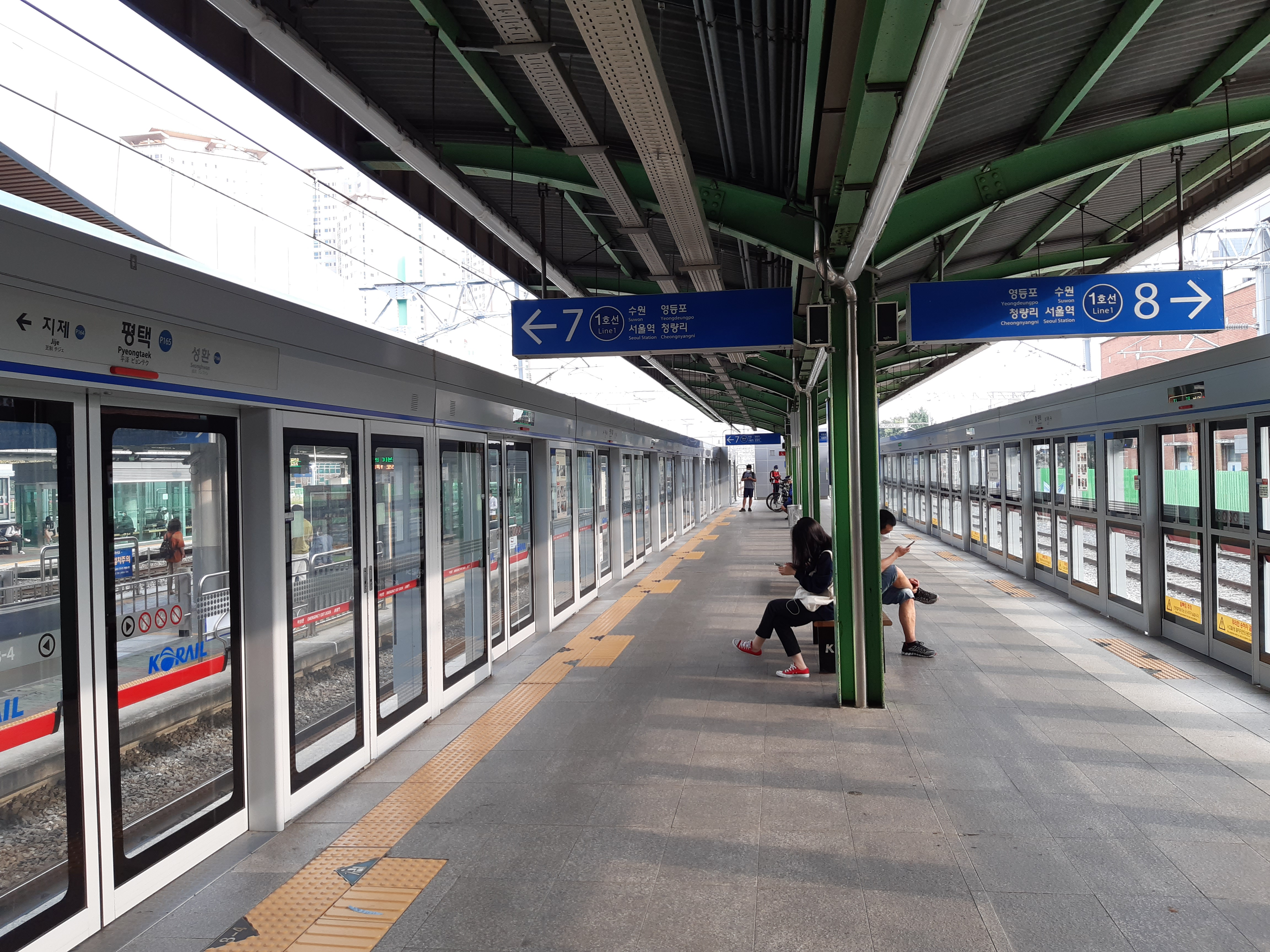
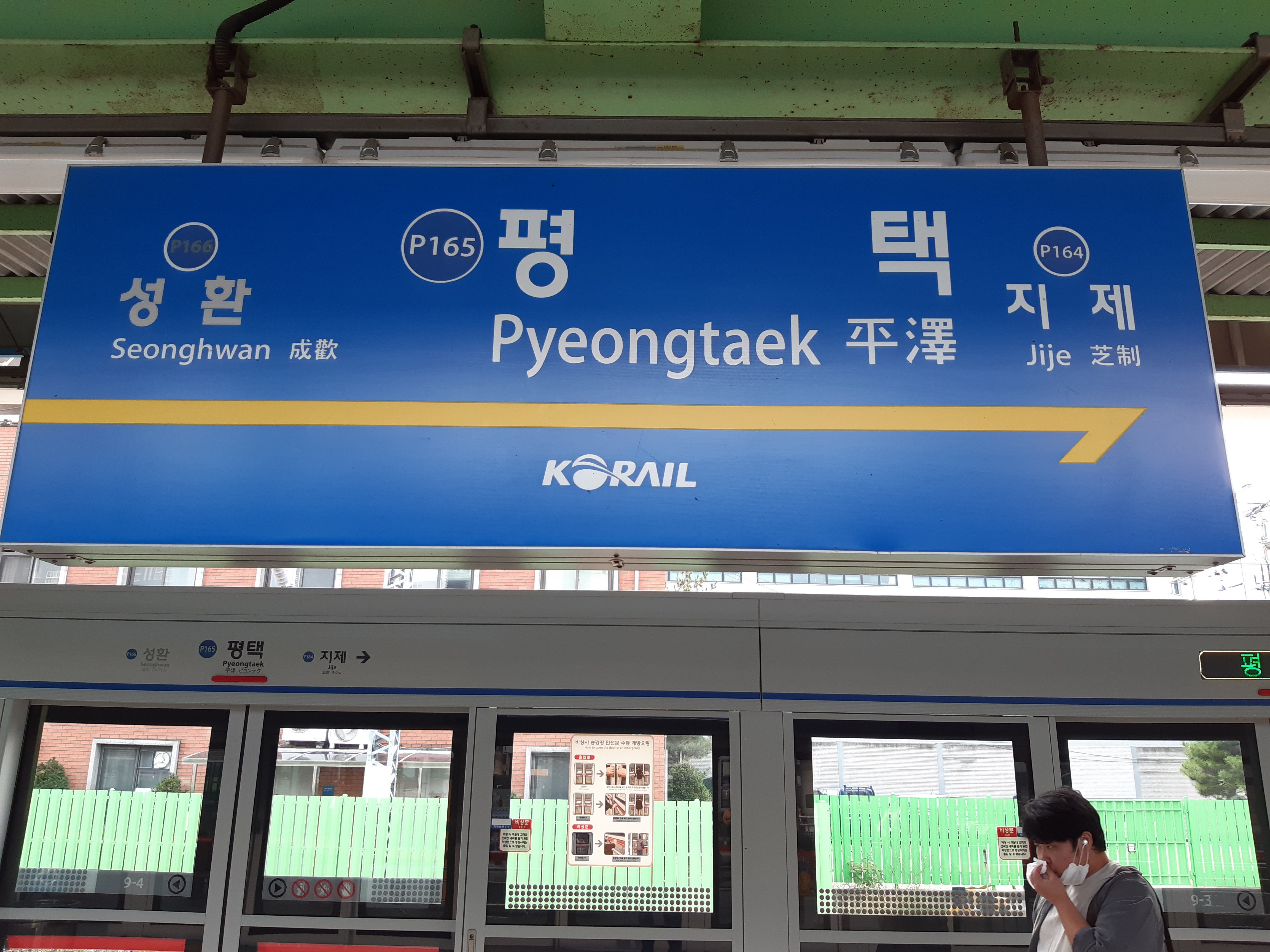
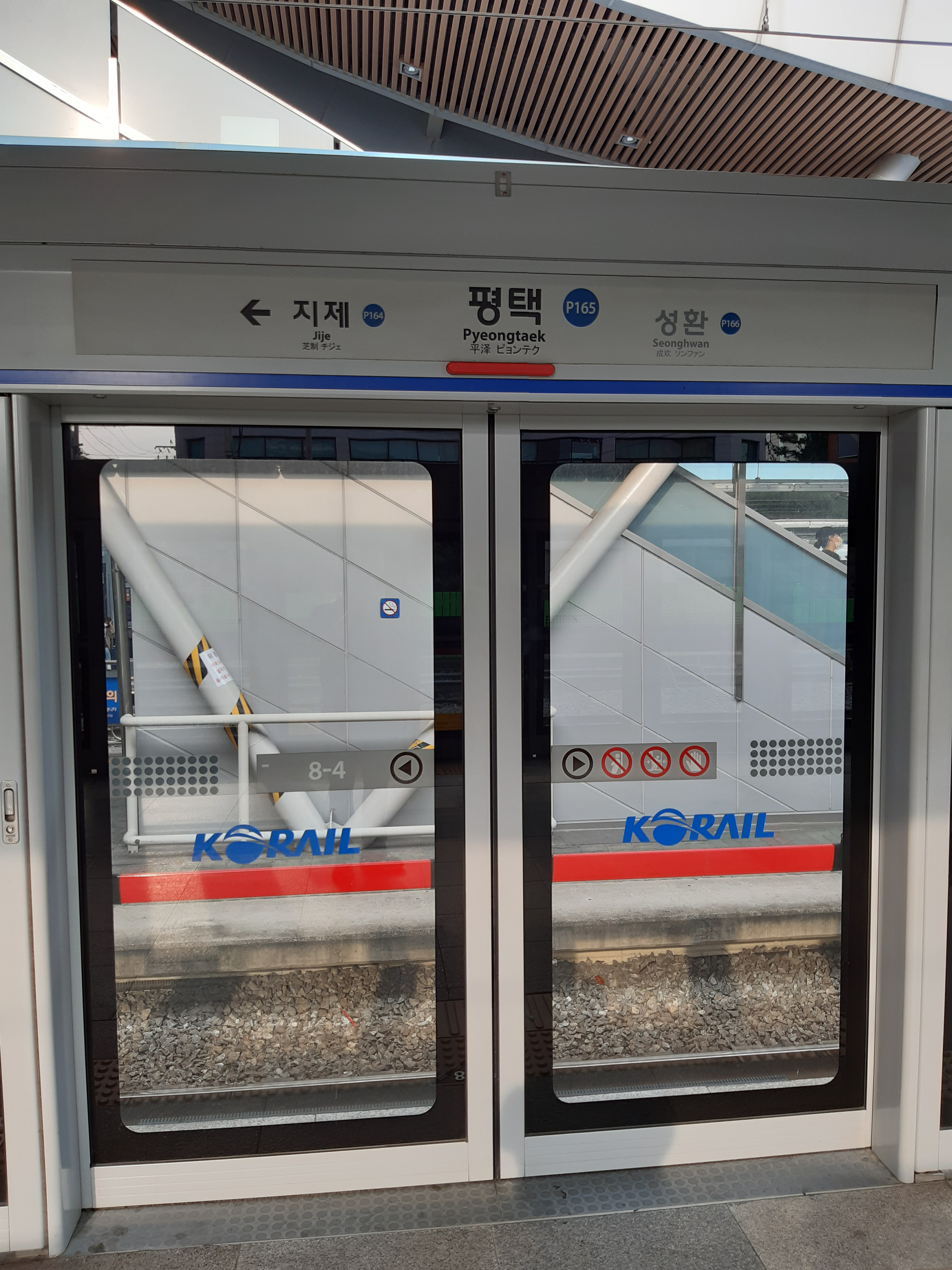

### Intermodalité
La station est en correspondance directe avec les quais desservis par les trains de la gare de Pyeongtaek. Des arrêts de bus sont situés à proximité des bouches.

## À proximité
La station dessert notamment le Musée agricole, la tombe et la pierre commémorative du général Daewon Lee et un jardin botanique.